# براندون سميث (لاعب هوكي الجليد)
براندون سميث (بالفرنسية: Brandon Smith)‏ (و. 1973  م) هو لاعب هوكي الجليد كندي، ولد في هازلتون، مركز لعبه هو مدافع ‏.

## روابط خارجية
- براندون سميث على موقع دوري الهوكي الوطني (الإنجليزية)
- براندون سميث على موقع EliteProspects.com (الإنجليزية)
- براندون سميث على موقع Eurohockey.com (الإنجليزية)
- براندون سميث على موقع HockeyDB.com (الإنجليزية)
- براندون سميث على موقع Hockey-Reference.com (الإنجليزية)